# Nataly Dawn
Natalie Knutsen, née le 29 octobre 1986, surnommée Nataly Dawn, est une chanteuse, compositrice et musicienne américaine. Elle est la moitié du duo Pomplamoose qu'elle forme avec son mari, Jack Conte. À ce jour, elle a par ailleurs sorti trois albums solo, en plus de ses nombreuses collaborations avec d'autres artistes.

## Biographie
Fille de missionnaires, Nataly Dawn a passé une grande partie de son enfance en Europe, où elle a fréquenté des écoles en France et en Belgique avant de revenir aux États-Unis pour étudier l'art et la littérature française à l'Université de Stanford,. Nataly Dawn est totalement francophone et a interprété à plusieurs reprises des chansons en français, de Georges Brassens, Jacques Brel, Renaud et  Édith Piaf, notamment,.
Nataly Dawn s'est fiancée à Jack Conte en janvier 2016. Ils se sont mariés en mai 2016.

### Pomplamoose
À Stanford, Nataly Dawn rencontra Jack Conte et fonda Pomplamoose. Ils réalisèrent, enregistrèrent et montèrent ensuite des chansons et des vidéos entièrement par eux-mêmes, dans leur maison du Nord de la Californie. Leur premier téléchargement sur YouTube était une collaboration originale, Hail Mary, qui a été mise en avant sur la page d'accueil de YouTube. En 2010, le duo a commencé à publier des reprises de chansons pop comme Single Ladies de Beyoncé et Telephone de Lady Gaga. Le concept de reprises entièrement ré-arrangées sera repris plus tard dans une perspective funk par Jack Conte dans le projet Scary Pockets.

### Travail solo
En 2009, Nataly Dawn publie elle-même sur iTunes son premier opus solo (Her Earlier Stuff), composée de douze chansons publiées sur sa chaîne YouTube au cours des deux années précédentes,.
En 2010, en collaboration avec Lauren O'Connell, Nataly Dawn a formé le projet parallèle My Terrible Friend. En mai 2011, il a été annoncé qu'elle rejoindrait Barry Manilow sur son nouvel album 15 Minutes, contribuant au chant du morceau Letter from a Fan / So Heavy, So High.
Le 17 juillet 2011, Nataly Dawn annonce qu'elle publiera un nouvel album solo. Elle lance une campagne de financement sur Kickstarter, dans laquelle l'objectif initial de 20 000 $ est atteint en seulement trois jours. Le 6 septembre 2011, la campagne de financement d'albums prend fin et 2 315 personnes ont donné un total global de 104 788 $, soit plus de cinq fois l'objectif initial de 20 000 $.
En août 2012, Nataly Dawn signe en tant qu'artiste solo avec Nonesuch Records, qui publie son album solo financé par Kickstarter, How I Knew Her, le 12 février 2013. L’album, qui contient douze chansons écrites par Nataly  Dawn, a été produit par Jack Conte et enregistré au Prairie Sun Recording Studios de Cotati, en Californie, en décembre 2011, avec un groupe complet incluant Jack Conte, Ryan Lerman, David Piltch, Louis Cole et Matt Chamberlain. Oz Fritz a conçu l'album avec Jack Conte. Il a été mixé par Mike Mogis et masterisé par Bob Ludwig.

## Discographie

### Albums
- (Her Earlier Stuff)
  - Date de publication: le 9 septembre 2009
  - Format: téléchargement numérique

1. Leslie
2. A Happy Song
3. Father Sympathy
4. Let Them Eat Cake
5. Waking Up
6. The Big Idea
7. Hope
8. Baise M'Encor
9. You're Not
10. Save Me
11. The Right Direction
12. My Hands Burn

- Date de sortie: 12 février 2013
- Label: Nonesuch Records
- Format: vinyle, CD, téléchargement numérique
  1. Araceli
  2. Leslie
  3. How I Knew Her
  4. Back to the Barracks
  5. Long Running Joke
  6. Counting Down
  7. Caroline
  8. Please Don't Scream
  9. Still a Believer
  10. Even Steven
  11. Why Did You Marry
  12. I Just Wanted You to Get Old

- Haze
  - Date de sortie: 29 octobre 2016
  - Label: Nataly Dawn Music
  - Format: vinyle, CD, téléchargement numérique

1. I Could Lose
2. Haze
3. Orchid
4. The Audience
5. For the Record
6. Maybe If
7. Old Friend
8. Call Your Love
9. Waiting Room
10. Amen

- I Just Wanted You to Get Old[16]
- Please Don't Scream[17]
- Leslie[18]
- Araceli[19]
- How I Knew Her[20]
- Why Did You Marry[21]